# Polski Kontyngent Wojskowy na Morzu Śródziemnym (EUNAVFOR MED)
Polski Kontyngent Wojskowy na Morzu Śródziemnym – wydzielony komponent Marynarki Wojennej, przeznaczony do przeciwdziałania przemytowi i handlowi ludzi w akwenie Morza Śródziemnego w ramach operacji wojskowej Unii Europejskiej (EUNAVFOR MED Sophia) w trakcie kryzysu migracyjnego w latach 2018–2020 i zapobiegania łamaniu embarga na dostawy broni do Libii (EUNAVFOR MED Irini) od 2020.
Kontyngent na przestrzeni lat nosił następujące nazwy:
- 2018–2020: Polski Kontyngent Wojskowy w operacji wojskowej Unii Europejskiej w południowym rejonie środkowej części Morza Śródziemnego (PKW Sophia)
- od 2020: Polski Kontyngent Wojskowy w operacji wojskowej Unii Europejskiej na Morzu Śródziemnym (PKW Irini)

## Historia
W rezultacie nasilających się w 2015 kryzysu migracyjnego w Europie 18 maja 2015 Rada Europejska w ramach wspólnej polityka zagranicznej i bezpieczeństwa podjęła decyzję o przeprowadzeniu w basenie Morza Śródziemnego operacji sił morskich państw Unii Europejskiej pod nazwą EUNAVFOR MED, mającej na celu przeciwdziałanie nielegalnej migracji i handlu ludźmi w tym rejonie świata.

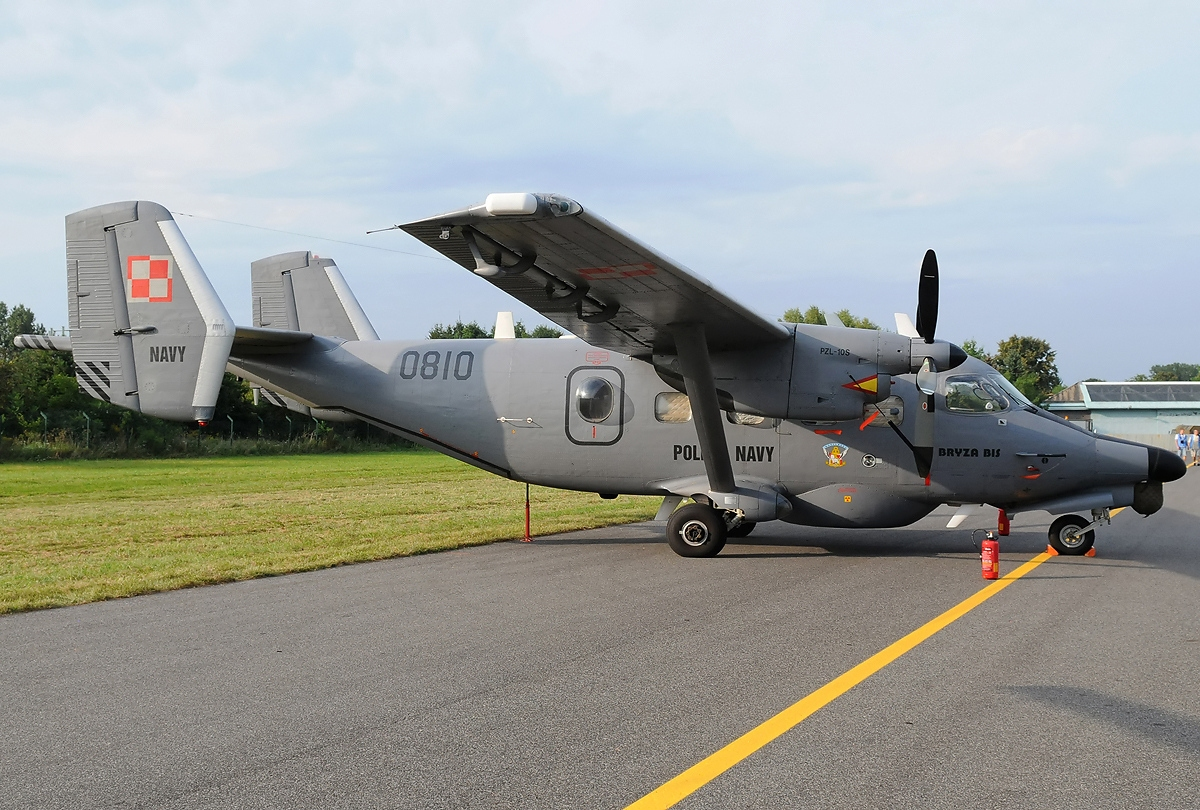
PZL M28B R1 Bryza

Polski wkład w tę operację, określoną kryptonimem Sophia, stanowił początkowo jeden oficer w dowództwie EUNAVFOR MED. W 2018 Sophia została wzmocniona przez ok. 100-osobowy polski kontyngent wojskowy, wystawiony głównie przez Brygadę Lotnictwa Marynarki Wojennej (ze wsparciem żołnierzy innych jednostek Marynarki Wojennej i pozostałych rodzajów sił zbrojnych), w skład którego wchodziły zespół lotniczy, zespół abordażowy oraz element wsparcia logistycznego.
Rekonesans bazy Sigonella przeprowadzono w październiku 2017 i styczniu 2018 roku, w tym czasie w Polsce trwał proces formowania kontyngentu, który został przetransportowany w rejon działań mandatowych w lutym 2018 roku. Rozpoczął on realizację następujących zadań:
- zespół lotniczy: działania patrolowe na południowym rejonem południowej części Morza Śródziemnego (wody między Europą na Libią i Tunezją), realizowane przez operujący z bazy Sigonella na Sycylii samolot rozpoznawczo-patrolowy M28B R1 Bryza w celu rozpoznania statków podejrzanych o przemyt ludzi[3],
- zespół abordażowy: działania abordażowe, prowadzone przez wydzielony zespół komandosów z JW Formoza, operujących z włoskiego okrętu patrolowego w celu przechwycenia podejrzanych statków.

Od III zmiany kontyngentu zespół abordażowy stanowi odwód na terenie Polski, przygotowany do wsparcia operacji – przyczyną jest wycofanie z EUNAVFOR MED okrętów marynarek wojennych państw Unii Europejskiej z powodu sprzeciwu władz Włoch.
31 marca 2020 zakończono operację Sophia i 1 kwietnia 2020 w oparciu o jej struktury uruchomiono operację EUNAVFOR MED Irini. Głównym zadaniem wydzielonych do jej sił jest kontrola nałożonego przez ONZ embarga na dostawy broni do ogarniętej wojną domową Libii poprzez przeciwdziałanie próbom przemytu. Na mocy postanowienia prezydenta RP 1 kwietnia 2021 w miejsce PKW EU Sophia powołano PKW EU Irini, który w oparciu o dotychczasowe siły i środki realizuje powyższe zadanie w ramach lotów patrolowych.

## Struktura organizacyjna
- Dowództwo PKW
  - zespół lotniczy (BL MW) – M28B R1 Bryza
  - zespół abordażowy (JW Formoza) – do 2019
  - Narodowy Element Wsparcia (10 BLog)
  - personel w HQ EUNAVFOR MED

Czas trwania, dowódcy, jednostka wystawiająca oraz liczebność poszczególnych zmian: 
| Zmiana            | Początek   | Koniec     | Dowódca                                | Wystawiająca     | Liczebność |
| ----------------- | ---------- | ---------- | -------------------------------------- | ---------------- | ---------- |
| I Sophia          | 01.03.2018 | 30.08.2018 | kmdr por. Cezary Kurkowski             | BL MW JW Formoza | ok. 100    |
| II Sophia         | 30.08.2018 | 12.04.2019 | kmdr por. pil. Mariusz Konopka         | BL MW JW Formoza | ok. 100    |
| III Sophia        | 12.04.2019 | 14.10.2019 | kmdr por. pil. Cezary Zygmunt          | BL MW            | ok. 60-80  |
| IV Sophia/I Irini | 14.10.2019 | 31.05.2020 | kmdr ppor. pil. Sebastian Stypułkowski | BL MW            | ok. 60-80  |
| II Irini          | 31.05.2020 | 24.01.2021 | kmdr por. pil. Mirosław Makuch         | BL MW            | ok. 60-80  |
| III Irini         | 24.01.2021 | 01.08.2021 | kmdr ppor. pil. Mirosław Jaros         | BL MW            | ok. 60-80  |
| IV Irini          | 01.08.2021 | 09.02.2022 | kmdr por. nawig. Marcin Rzońca         | BL MW            | ok. 60-80  |
| V Irini           | 09.02.2022 | 19.08.2022 | kmdr por. nawig. Jacek Bartosiewicz    | BL MW            | ok. 60-80  |
| VI Irini          | 19.08.2022 | 20.02.2023 | kmdr ppor. pil. Marek Buczek           | BL MW            | ok. 60-80  |
| VII Irini         | 20.02.2023 | 23.08.2023 | kmdr por. pil. Mariusz Konopka         | BL MW            | ok. 60-80  |
| VIII Irini        | 23.08.2023 | 21.02.2024 | kmdr por. pil. Sebastian Rak           | BL MW            | ok. 60-80  |
| IX Irini          | 21.02.2024 | 21.08.2024 | kmdr por. Waldemar Milczarek           | BL MW            | ok. 60-80  |
| XIrini            | 21.08.2024 | 26.02.2025 | kmdr por. pil. Janusz Grzybowski       | BL MW            | ok. 60-80  |
| XIIrini           | 26.02.2025 |            | kmdr por. Maciej Grabowski             | BL MW            | ok. 60-80  |

## Odznaczenia za udział w kontyngencie

Baretka pamiątkowego odznaczenia Gwiazdy Morza Śródziemnego
Baretka medalu pamiątkowego II zmiany PKW IRINI (2020)
Baretka medalu pamiątkowego V zmiany PKW IRINI (2022)
Baretka medalu pamiątkowego VII zmiany PKW IRINI (2023)
Baretka medalu pamiątkowego IX zmiany PKW IRINI (2024)
Baretka medalu CSDP za misję SOPHIA
Baretka medalu CSDP za misję SOPHIA (wersja sztabowa – planowanie i wsparcie)
Baretka medalu CSDP za misję SOPHIA (wersja za Wybitnie Zaszczytną Służbę)
Baretka medalu CSDP za misję IRINI
Baretka medalu CSDP za misję IRINI (wersja sztabowa – planowanie i wsparcie)